# Cantó de Le François-1
El cantó de Le François-1 va ser fins al 2015 una divisió administrativa francesa situat al departament de Martinica a la regió de Martinica.

## Composició
El cantó comprenia la fracció Nord de la comuna de Le François.

## Administració
| Període                                  | Identitat          | Partit        | Qualitat |
| ---------------------------------------- | ------------------ | ------------- | -------- |
| 2008-2014                                | Christianne Bauras | Divers gauche |          |
| Les dades anteriors no són pas conegudes |                    |               |          |